# فانيسا برانش
فانيسا برانش (بالإنجليزية: Vanessa Branch)‏ (و. 1973  م) هي منتجة أفلام، وممثلة تلفزيونية، وعارضة، ومتسابقة ملكة الجمال، وممثلة أفلام أمريكية، ولدت في لندن.

## التعليم
تعلمت في كلية ميدلبوري.

## وصلات خارجية
- فانيسا برانش على موقع IMDb (الإنجليزية)
- فانيسا برانش على موقع ألو سيني (الفرنسية)
- فانيسا برانش على موقع أول موفي (الإنجليزية)
- فانيسا برانش على موقع قاعدة بيانات الأفلام السويدية (السويدية)
- فانيسا برانش على موقع قاعدة بيانات الفيلم (الإنجليزية)
- فانيسا برانش على موقع كينوبويسك (الروسية)